# Rio Cubatão do Norte

O rio Cubatão do Norte é um curso de água do estado de Santa Catarina, no Brasil. 
Nasce na serra Queimada, nos contrafortes da serra do Mar, na região noroeste de Joinville, nordeste de Santa Catarina e deságua no canal do Palmital, ramificação da baía da Babitonga.

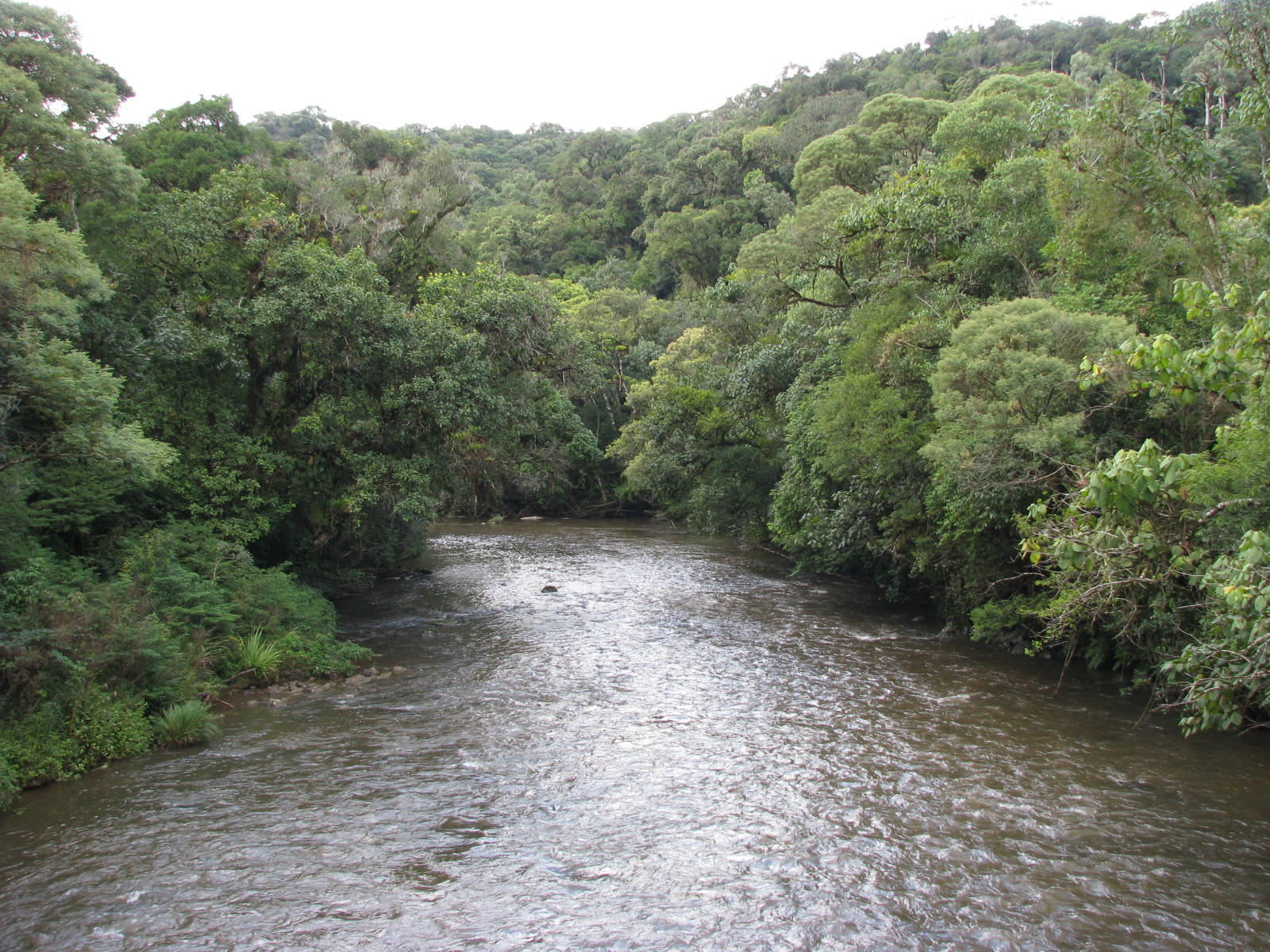
Rio Cubatão do Norte 28km a jusante de sua nascente

Na região da Serra, o rio despenca de grande altura, formando uma queda com mais de 300 metros; passa pela região rural de Dona Francisca, onde foi construída uma usina de captação de águas que, depois de tratada e filtrada é distribuída à parte da população joinvillense. A bacia do rio Cubatão de pequeno percurso, mas, bastante tortuoso, recebe alguns afluentes, também de águas límpidas.
Ao longo de seu curso foram construídos locais para recreação e banhos no verão. Para combater enchentes anuais em Pirabeiraba foi construída uma barragem e um canal de derivação, que corre retilíneo e paralelo ao canal natural por aproximadamente 12 km, até juntar-se novamente ao canal natural já próximo à foz.

## Problemas ambientais
Em 29 de janeiro de 2024, um caminhão tombou na SC-418, na Serra Dona Francisca, em Joinville. Sua carga de ácido sulfônico escorreu até o Rio Seco, que desagua no Cubatão,formando uma espuma branca. O ácido é tóxico e provoca queimaduras, irritação nas vias respiratórias e lesões oculares. Por isso, a Estação de Tratamento de Água do Cubatão foi fechada, interrompendo o abastecimento de água de 75% de Joinville. A prefeitura declarou estado de emergência e a Polícia Civil abriu um inquérito. A população comprou água de galão, e alguns mercados ficaram sem estoque.

## Municípíos atravessados pelo rio
- Joinville
- Garuva